# Angelo Boselli
Angelo Boselli (Belluno, 16 maggio 1901 – Piacenza, 5 giugno 1977) è stato un calciatore italiano, di ruolo attaccante.

## Carriera
Attaccante mancino, è stato uno dei primi giocatori a vestire la maglia del Piacenza con il quale esordisce nel campionato di Promozione 1919-1920. Rimane coi colori biancorossi fino alla stagione dello scisma del calcio italiano: in quell'annata infatti dapprima veste la maglia del Piacenza nel campionato F.I.G.C. per poi passare liberamente a quella nerazzura dell'Inter impegnata nel campionato C.C.I., a causa degli impegni militari.
Adempiuti questi ultimi, torna nella città emiliana dove disputa un'altra stagione in biancorosso. Nel novembre 1923 si trasferisce all'Edera, squadra piacentina del campionato di Quarta Divisione, chiudendo in seguito con il calcio a causa di impegni professionali.

## Palmarès
- Promozione: 1

Piacenza: 1919-1920